# Aleksandr Menkov
Aleksandr Aleksándrovich Menkov (en ruso: Александр Александрович Меньков; 7 de abril de 1990, Minusinsk, Rusia) es un atleta ruso especialista en salto de longitud, prueba con la que ha conseguido ser campeón del mundo en 2013.

## Trayectoria
En el año 2009 ganó el Campeonato Europeo Júnior en Novi Sad con un salto de 7,98 metros, y en 2011 queda primero en el Campeonato Europeo Sub-23 celebrado en Ostrava saltando 8,08 metros.
En el Campeonato Mundial de Atletismo de 2011 acupa la sexta posición con un salto de 8,19 metros.
En 2012 consigue la medalla de bronce en el Campeonato Mundial en Pista Cubierta de Estambul saltando 8,22 metros. En ese mismo año, ocupa la undécima posición en la final de salto de longitud de los Juegos Olímpicos de Londres con un salto de 7,78 metros.
En marzo de 2013, ganó su primer título continental al ganar la medalla de oro en el Campeonato Europeo en Pista Cubierta en Gotemburgo saltando 8,31 metros. En julio de ese mismo año, terminó segundo en la Universiada de Kazán, Rusia, por detrás del mexicano Luis Rivera, mejorando tres centímetros su marca personal con un salto de 8,42 metros.

### Campeón del mundo
En agosto de 2013 se proclamó campeón del mundo en salto de longitud en el campeonato celebrado en Moscú. En su tercer salto de la final, se fue a los 8,52 metros, nuevo récord nacional, y en su quinto intento alcanzó los 8,56 metros, el mejor salto mundial desde 2009. La medalla de plata fue para el holandés Ignisious Gaisah, y el bronce para Luis Rivera. Con esta victoria, Menkov se convirtió en el primer europeo en ganar esta prueba en un campeonato mundial.

## Palmarés
| Año  | Competición                          | Lugar            | Puesto | Marca  |
| ---- | ------------------------------------ | ---------------- | ------ | ------ |
| 2009 | Campeonato Europeo Júnior            | Novi Sad         | 1.º    | 7,98 m |
| 2011 | Campeonato Europeo por Equipos       | Estocolmo        | 1.º    | 8,20 m |
| 2011 | Campeonato Europeo Sub-23            | Ostrava          | 1.º    | 8,08 m |
| 2011 | Campeonato Mundial                   | Daegu            | 6.º    | 8,19 m |
| 2012 | Campeonato Mundial en Pista Cubierta | Estambul         | 3.º    | 8,22 m |
| 2012 | Juegos Olímpicos                     | Londres          | 11.º   | 7,78 m |
| 2012 | Liga de Diamante                     | Liga de Diamante | 1.º    |        |
| 2013 | Campeonato Europeo en Pista Cubierta | Gotemburgo       | 1.º    | 8,31 m |
| 2013 | Campeonato Europeo por Equipos       | Gateshead        | 1.º    | 8,36 m |
| 2013 | Universiadas                         | Kazán            | 2.º    | 8,42 m |
| 2013 | Campeonato Mundial                   | Moscú            | 1.º    | 8,56 m |